# Вайрочана

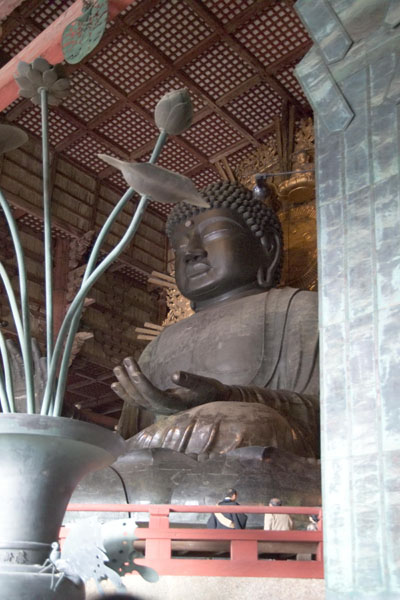
Большой Будда Вайрочана в храме Тодай-дзи школы Кэгон в Нара, Япония.

О переводчике и учителе Дзогчен см. статью Вайрочана (переводчик)
Будда Вайрочана, также Махавайрочана (санскр. वैरोचन, IAST: Vairocana, тиб. རྣམ་པར་སྣང་མཛད།, Вайли rNam-par-snang mdzad, кит. 大日如來 [Dàrì Rúlái] или кит. 大毘盧遮那佛 [Piluzhenafo], яп. 大日如来 [дайнити нёрай] «Будда Великое Сияющее Солнце») — в буддизме ваджраяны Будда, выражающий дхармакаю (см. Три тела Будды). Вайрочана считается универсальным аспектом исторического Будды Гаутамы.
Будда Вайрочана — один из пяти Будд Мудрости в буддизме Ваджраяны, происходящих от первоначального Ади-будды, эти пять будд соответствуют пяти осознаваемым аспектам реальности и пяти скандхам. Вайрочана соответствует скандхе виджняна (сознание, различение).
Вайрочана занимает позицию в центре.
Самая большая статуя Вайрочаны в мире находится в Японии в храме Тодай-дзи школы Кэгон в Нара. Самая большая статуя будды в Бамиане также была посвящена Вайрочане. (см. Бамианские статуи Будды).
Вайрочана занимает важное место в ранних школах буддизма в Японии, в частности в школах Сингон и Кэгон. Большое значение в понимании Вайрочаны играет сочинение Махавайрочана сутра. Вайрочана также связан с китайской философской школой Хуаянь. Эта школа детально разработала концепцию пустотности и взаимозависимого происхождения. Так как Вайрочана считается предшествующим существованию всех существ, он ассоциируется также с пустотой.
Будда Вайрочана известен лишь в махаяне.

## Доктрина
В Ригведе слово «вайрочана» означает яркое и сияющее солнце. Вайрочана по-тибетски называется «Намнанг» (rnang.par snang.mdzad), что означает «освещающая».
Вайрочана часто находится в позе Дхармачакра-мудра. Дхармачакра на санскрите означает «колесо Дхармы». Эта поза символизирует один из важнейших моментов в жизни Будды, когда он произнёс первую проповедь после просветления. Таким образом, эта поза означает приведение в движение колеса учения Дхармы.
Вайрочана — идеализация центральной роли Будды как учителя, без которой не было бы ни буддизма, ни пути к просветлению.

## Иконография
Вот как в «Бардо Тхедол» описывается встреча в бардо души умершего (потока сознания, обретшего «психическое тело кармических наклонностей») с этим Дхьяни-Будда:
«Сын благородного семейства, очнувшись от оцепенения после трёх с половиной дней беспамятства, ты спросишь себя: что же со мной случилось? Распознай, что это состояние Бардо. В этот момент нечистое видение преобразится, и всё явится в виде образов и света. Пространство озарится синим светом, из чистого измерения Центра, Всеобъемлющего Тигле, явится благословенный Вайрочана. Его тело белого цвета, он восседает на троне, покоящемся на львах, в руках у него колесо с восемью спицами. Он пребывает в союзе со своей супругой, Царицей Небесного Пространства — Белой Тарой»
Тело Вайрочаны белого цвета, что символизирует чистоту и пустотную сущность пробужденного ума. Колесо с восемью спицами в руках Вайрочаны — это Колесо Закона (дхармачакра; дхарму переводят здесь как «Учение», «Закон»), символизирующее учение Будды, освобождающее от пут беспокоящих ум страстей.
Известны изображения Вайрочаны с четырьмя лицами (Сарвавид-Вайрочана). Вайрочана смотрит в разные стороны, в этом случае он воплощает в себе аспекты всех Дхьяни-Будд. Четырёхликого Вайрочану изображают с двумя или с восемью руками; в руках он держит дхармачакру, ваджру, чётки, стрелу, лук.
Мир Будды Вайрочаны имеет название Акаништха (санскр. Akaniṣṭha, тиб. 'og min, букв. с санскрита «Нет моложе», что означает Небеса Вечной Юности, и «Не ниже», что означает Наивысшие Небеса в Мире Форм. В переводе его имя означает «Солнечный», «Лучезарный»).